# Кюхлер-Зильберман, Лена
Лена Кюхлер-Зильберман (пол. Lena Küchler-Silberman, 28 января 1910, Величка, Малопольское воеводство — 6 августа 1987, Тель-Авив) — участница еврейского сопротивления в период Холокоста.

## Биография
Лена Кюхлер-Зильберман родилась Леной Хольцер в городе Величка, недалеко от Кракова, в Западной Галиции, в то время под Австро-Венгрией, (теперь в Польше). Она училась в еврейской гимназии в Кракове и продолжила изучать психологию и педагогику в Ягеллонском университете в городе, где она закончила свои занятия по философии. До Второй мировой войны она работала учителем в еврейской школе в Бельско (теперь Бельско-Бяла), а также преподавала в учительской семинарии.
В начале войны Кюхлер жила вместе со своим мужем Альбертом, в городе Буско, Польша, недалеко от австрийской границы. Она решила вернуться в свой родной город со своим отцом, который был слишком слаб, чтобы сбежать с мужем вглубь территории СССР. В Величке были погромы, и те из мужчин, что не были угнаны в концентрационный лагерь, сбежали. Женщины, оставшиеся в городе, работали на швейных фабриках, организованных нацистами. Лене предложили стать членом «городского совета», но она отказалась, считая это актом сотрудничества с оккупантами. Кюхлер надеялась присоединиться к своему мужу, который был тогда во Львове, при советской власти. Лене пришлось идти во Львов пешком, передвигаясь только ночью, а днем прячась в укромных местах. Несмотря на все трудности, Лене удалось воссоединиться со своим мужем. Когда она прибыла во Львов, она много работала и страдала от недоедания, что привело к смерти её дочери Миры, вскоре после её рождения.
В июне 1941 года во время операции «Барбаросса» немцы захватили Львов. Положение евреев ухудшилось, и там было создано гетто. Кихлер достала себе и мужу фальшивые документы, и им удалось сбежать из гетто. Её муж перебрался один в Варшаве, а она вернулась к отцу в Величку. Она оставалась со своей сестрой Фелой до 28 августа 1942 года, дня ликвидации городка. Оба выжили, когда вместе с другими жителями города спрыгнули с поезда на пути к лагерю смерти в Белжеце и бежали в Варшаву. В Варшаве она воссоединилась со своим мужем и жила на арийской стороне города под вымышленным именем Леонтины Ралиц, родившейся в Бучаче. Она начала нелегально проникать в варшавское гетто, рискуя своей жизнью, находить там сиротских еврейских детей и передавая их в ближайший монастырь. В течение этого периода её муж развелся с ней и уехал жить с немкой.
Однажды Кюхлер была поймана как выдающая себя за польку, но ей польская подруга помогла сбежать и найти работу няньки в деревне Ольховик недалеко от российской границы, где она ухаживала за двумя польскими девочками в течение двух лет, вплоть до окончания войны, и в той же деревне даже открыла школу для детей крестьян, и она нравилась и студентам, и их родителям. В 1945 году, примерно через два месяца после окончания войны, она попыталась найти своих родственников и обнаружила, что её сестру выдали властям как партизанку и убили. Она прибыла в Дом еврейского комитета на улице Длуга 38 в Кракове, чтобы узнать о судьбе своих близких; Там, на втором этаже, она обнаружила десятки детей-сирот в возрасте от 3 до 15 лет в ужасном физическом и моральном состоянии. Некоторые из детей выжили в концентрационных лагерях, некоторые сражались вместе с партизанами, некоторые были спрятаны в монастырях и христианских семьях, некоторые крестились и успели пропитаться антисемитским духом.
Встреча с детьми привела к созданию дома для них на курорте Закопане. (Еще один дом под её руководством был построен в Рабке, но вскоре дети были переведены в Закопане после антисемитского нападения.) Там, под влиянием учений Януша Корчака, Кюхлер занимался реабилитацией около 100 детей. Но антисемитские нападки заставили её забрать детей и бежать вместе с ними от этих угроз через Чехословакию во Францию, где они прожили три года. Группа старших детей участвовала в попытке нелегальной репатриации на нелегальном иммигрантском корабле «Эксодус». А в 1949 году, дети репатриировались легально в молодое Государство Израиль в рамках массовой репатриации и были приняты в Квуцат-Шиллер, близ Реховота.

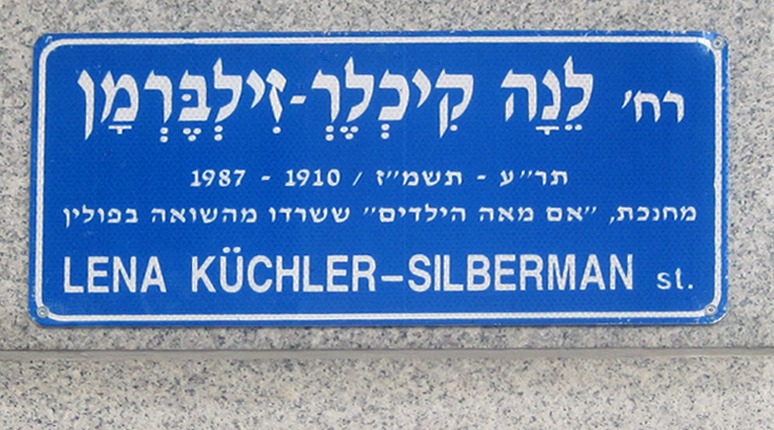
Уличный указатель с именем Лены Кюхлер-Зильберман

В 1948 году, когда она ещё была в Париже, её первая книга была издана на польском языке и опубликована в переводе на идиш писателем и журналистом Аароном Цафнатом: «Майне киндер» («Мои дети»). Книга рассказывает историю спасения детей-сирот, переживших Холокост. По прибытии в Израиль она опубликовала другие книги. Она рассказала историю детей в своей книге «Мои сто детей», которая была опубликована в 1959 году и стала бестселлером и была переведена на 14 языков, включая идиш, русский, английский, польский и японский. Это был первый бестселлер в Израиле, который описал историю женщин и семей во время Холокоста. Книга получила положительные отзывы в прессе того периода, где секрет успеха был назван историей со счастливым и оптимистичным концом: хотя дети потеряли своих биологических родителей, но остались живы и репатриировались в Израиль. Поэтесса и писательница Анда Амир-Пинкерфельд объяснила, что, хотя книга действительно описывает историю евреев во время Холокоста, но она в ней не вязнет. На основе книги был выпущен в 1987 году фильм «Мои сто детей».
Каждый год ежегодная встреча Лены Кюхлер-Зильберман с её выросшими детьми, освещалась в прессе. Девочки стали молодыми женщинами, а мальчики стали молодыми мужчинами, вступившими в ряды Армии Обороны Израиля, двое из которых пали в Синайской кампании.
Книга также вдохновила на документальный фильм «Мои сто детей», снятый Амалией Марголин и Ошрой Шварц. Этот фильм выиграл премию «Хавайя Йехудит 2003» на Иерусалимском кинофестивале.
В 1950 году Кихлер вышла замуж за Мордехая Зильбермана. У пары родилась дочь Шира Торен.
Кихлер жила в Тель-Авиве и преподавала психологию в семинарии учителей и воспитателей детских садов. В 1968 году она возглавила создание и управление «Станцией психологической помощи» в Гиватаим. В 1969 году её муж умер, а в 1972 году она ушла на пенсию. Она жила в Гиватаим до самой смерти. В 1987 году ей было присвоено звание почетного жителя города Гиватаим.
В августе 1987 года она умерла после продолжительной болезни. Она была похоронена на южном кладбище в Холоне. Погребена под именем Леи Зильберман. С 2012 года улица в Тель-Авив-Яффо носит её имя.
В январе 2019 года в память о ней была открыта памятная доска в Центре психологической службы в Гиватаиме.